# Брэтуэйт, Николас
Сэр Николас Александр Брэтуэйт (англ. Sir Nicholas Alexander Brathwaite; 8 июля 1925, Карриаку, Британские Подветренные острова — 28 октября 2016, Сент-Джорджес, Гренада) — гренадский педагог и государственный деятель, глава правительства Гренады (1983—1984 и 1990-1995 год). Возглавлял Временный консультативный совет, управлявший Гренадой после американского вторжения и свержения режима Нового движения ДЖУЭЛ. Возглавлял партию Национально-демократический конгресс.

## Педагог
Родился в семье африканского происхождения. После школы учился в Тринидаде и Тобаго, затем окончил Университет Вест-Индии в Кингстоне. Получил педагогическое образование.
В 1945—1951 годах был школьным учителем. С 1951 по 1957 год работал оператором НПЗ на Кюрасао. Вернувшись на Гренаду, стал директором школы, затем преподавал в педагогическом колледже. В 1968 году был назначен ректором колледжа.
С 1969 по 1974 год возглавлял гренадское ведомство образования. В 1974 году, когда Гренада обрела независимость, был назначен директором региональной образовательной программы Британского Содружества.

## Глава правительства
В период 1950—1970-х годов он не участвовал в активной политике. В частности, не был замечен в противоборстве между Эриком Гейри и Гербертом Блейзом, не акцентировал своей позиции в отношении Нового движения ДЖУЭЛ и Мориса Бишопа. Воспринимался как компетентный специалист в области народного образования, без выраженной политической окраски.
Именно такая политически нейтральная фигура оказалась оптимальной осенью 1983 года — после того, как в результате фракционного конфликта был свергнут и убит Морис Бишоп, а спустя несколько дней интервенция США и «пяти восточнокарибских демократий» свергла марксистский режим.
Вернуться к власти рассчитывал экс-премьер Эрик Гейри. Называлось также имя известного юриста Фрэнсиса Алексиса, организатора эмигрантской оппозиции режиму Бишопа. Однако администрация США и большинство гренадского общества отдали предпочтение Николасу Брэтуэйту — как человеку уважаемому, но политически неангажированному.
9 декабря 1983 года генерал-губернатор Гренады Пол Скун назначил его главой нового правительства — председателем Временного консультативного совета. Этот пост он занимал этот в течение года.
После вывода с Гренады американских войск правительство Брэтуэйта сумело сохранить нормальное функционирование госаппарата и общественных служб. В заслугу ему ставится восстановление демократических процедур в стране. В декабре 1984 года состоялись парламентские выборы, победу на которых одержала консервативная Новая национальная партия во главе с Гербертом Блейзом.

## Политик. Второе премьерство
После передачи власти он продолжил политическую деятельность, вступив в либеральную левоцентристскую партию Национально-демократический конгресс (НДК) и в 1989 году был избран ее председателем.
На выборах 1990 года НДК одержал победу и его лидер возглавил правительство Гренады. Оставался премьер-министром до 1995 года. Одновременно занимал пост министра иностранных дел.
С 1991 года состоял в Тайном совете Великобритании. В 1995 год королевой Елизаветой II был возведен в рыцарское достоинство.

## Бизнес сына
Сын Николаса Александра Брэтуэйта — Эрл Николас Брэтуэйт — известный предприниматель сферы IT. Состоит в совете директоров калифорнийской компании Inphi Corporation IPHI, ведущего производителя полупроводников для высокоскоростных сигналов.